# Ras Bloch
Ras Bloch (født 21. april 1978) er en dansk tidligere[kilde mangler] håndboldspiller, der fra 2015-2017 har spillet i FIF Håndbold. Bloch har tidligere spillet for blandt andet for Mors-Thy, Århus GF, tyske Bad Neustadt Bodø Håndballklubb og TM Tønder.